# Olympische Jugend-Winterspiele 2016/Eisschnelllauf
Bei den Olympischen Jugend-Winterspielen 2016 in Lillehammer fanden vom 13. bis 19. Februar 2016 insgesamt sieben Wettbewerbe im Eisschnelllauf statt. Im Vergleich zu den vorherigen Spielen wurden die Rennen über 3000 Meter gestrichen und durch einen Mixed-Team-Sprint ersetzt.

## Bilanz

### Medaillenspiegel
| Platz  | Land                 | Gold | Silber | Bronze | Gesamt |
| ------ | -------------------- | ---- | ------ | ------ | ------ |
| 1      | Südkorea             | 5    | 1      | 2      | 8      |
| 2      | Volksrepublik China  | 1    | 3      | 1      | 3      |
| –      | Gemischte Mannschaft | 1    | 1      | 1      | 3      |
| 3      | Japan                | –    | 2      | –      | 2      |
| 4      | Niederlande          | –    | –      | 1      | 1      |
| 4      | Norwegen             | –    | –      | 1      | 1      |
| 4      | Italien              | –    | –      | 1      | 1      |
| Gesamt | Gesamt               | 7    | 7      | 7      | 21     |

### Medaillengewinner
| Disziplin   | Gold                                                             | Silber                                                     | Bronze                                                        |
| ----------- | ---------------------------------------------------------------- | ---------------------------------------------------------- | ------------------------------------------------------------- |
| Männer      |                                                                  |                                                            |                                                               |
| 500 m       | Li Yanzhe                                                        | Kazuki Sakakibara                                          | Chung Jae-woong                                               |
| 1500 m      | Kim Min-seok                                                     | Daichi Horikawa                                            | Daan Baks                                                     |
| Massenstart | Kim Min-seok                                                     | Chung Jae-woong                                            | Allan Dahl Johansson                                          |
| Frauen      |                                                                  |                                                            |                                                               |
| 500 m       | Kim Min-sun                                                      | Han Mei                                                    | Li Huawei                                                     |
| 1500 m      | Park Ji-woo                                                      | Han Mei                                                    | Noemi Bonazza                                                 |
| Massenstart | Park Ji-woo                                                      | Han Mei                                                    | Kim Min-sun                                                   |
| Mixed       |                                                                  |                                                            |                                                               |
| Teamsprint  | Noemi Bonazza Bujantogtochyn Sumjaa Chung Jae-woong Shen Hanyang | Elisa Dul Karolina Gąsecka Austin Kleba Änuar Muchamadejew | Chiara Cristelli Mihaela Hogas Ole Jeske Allan Dahl Johansson |

## Männer

### 500 m
| Platz | Land | Sportler           | Zeit    |
| ----- | ---- | ------------------ | ------- |
| 1     | CHN  | Li Yanzhe          | 71,95 s |
| 2     | JPN  | Kazuki Sakakibara  | 73,97 s |
| 3     | KOR  | Chung Jae-woong    | 74,13 s |
| 4     | FIN  | Samuli Suomalainen | 74,17 s |
| 5     | KOR  | Kim Min-seok       | 74,22 s |
| 6     | USA  | Austin Kleba       | 74,34 s |

Datum: 13. Februar

Teilnehmer aus deutschsprachigen Ländern:

16.  Ole Jeske: 76,30 s

20.  Mathias Hauer: 77,13 s

25.  Lukas Mann: 78,90 s

### 1500 m
| Platz | Land | Sportler             | Zeit        |
| ----- | ---- | -------------------- | ----------- |
| 1     | KOR  | Kim Min-seok         | 1:51,35 min |
| 2     | JPN  | Daichi Horikawa      | 1:52,96 min |
| 3     | NED  | Daan Baks            | 1:53,29 min |
| 4     | NOR  | Allan Dahl Johansson | 1:53,37 min |
| 5     | USA  | Austin Kleba         | 1:53,87 min |
| 6     | RUS  | Dmitri Filimonow     | 1:54,22 min |

Datum: 15. Februar

Teilnehmer aus deutschsprachigen Ländern:

15.  Mathias Hauer: 1:56,77 min

23.  Ole Jeske: 1:59,78 min

25.  Lukas Mann: 1:59,99 min

### Massenstart
| Platz | Land | Sportler             | Punkte |
| ----- | ---- | -------------------- | ------ |
| 1     | KOR  | Kim Min-seok         | 30     |
| 2     | KOR  | Chung Jae-woong      | 20     |
| 3     | NOR  | Allan Dahl Johansson | 10     |
| 4     | BLR  | Jewgeni Bolgow       | 5      |
| 5     | GER  | Ole Jeske            | 3      |
| 6     | GER  | Lukas Mann           | 1      |

Datum: 19. Februar

Weiterer Teilnehmer aus deutschsprachigen Ländern:

25.  Mathias Hauer

## Frauen

### 500 m
| Platz | Land | Sportler          | Zeit    |
| ----- | ---- | ----------------- | ------- |
| 1     | KOR  | Kim Min-sun       | 78,66 s |
| 2     | CHN  | Han Mei           | 79,44 s |
| 3     | CHN  | Li Huawei         | 79,75 s |
| 4     | KOR  | Park Ji-woo       | 80,71 s |
| 5     | NED  | Isabelle van Elst | 81,27 s |
| 6     | ITA  | Noemi Bonazza     | 81,48 s |

Datum: 13. Februar

Teilnehmerinnen aus deutschsprachigen Ländern:

15.  Lea Scholz: 83,77 s

19.  Pia-Leonie Kirsakal: 85,30 s

20.  Viktoria Schinnerl: 85,32 s

24.  Viola Feichtner: 87,88 s

### 1500 m
| Platz | Land | Sportler               | Zeit        |
| ----- | ---- | ---------------------- | ----------- |
| 1     | KOR  | Park Ji-woo            | 2:03,53 min |
| 2     | CHN  | Han Mei                | 2:04,48 min |
| 3     | ITA  | Noemi Bonazza          | 2:05,49 min |
| 4     | CZE  | Natálie Kerschbaummayr | 2:05,54 min |
| 5     | POL  | Karolina Bosiek        | 2:06,24 min |
| 6     | ITA  | Chiara Cristelli       | 2:07,16 min |

Datum: 15. Februar

Teilnehmer aus deutschsprachigen Ländern:

12.  Lea Scholz: 2:10,13 min

13.  Viola Fechtner: 2:10,44 min

19.  Viktoria Schinnerl: 2:13,40 min

25.  Jasmin Güntert: 2:19,84 min

### Massenstart
| Platz | Land | Sportler            | Punkte |
| ----- | ---- | ------------------- | ------ |
| 1     | KOR  | Park Ji-woo         | 30     |
| 2     | CHN  | Han Mei             | 20     |
| 3     | KOR  | Kim Min-sun         | 10     |
| 4     | NED  | Elisa Dul           | 5      |
| 5     | AUT  | Viktoria Schinnerl  | 3      |
| 6     | BLR  | Jauhenija Warabjowa | 1      |

Datum: 19. Februar

Weitere Teilnehmerinnen aus deutschsprachigen Ländern:

13.  Jasmin Güntert

15.  Viola Fechtner

23.  Lea Scholz

## Mixed

### Teamsprint
| Platz | Land            | Sportler                                                         | Zeit        |
| ----- | --------------- | ---------------------------------------------------------------- | ----------- |
| 1     | ITA MGL KOR CHN | Noemi Bonazza Bujantogtochyn Sumjaa Chung Jae-woong Shen Hanyang | 1:57,85 min |
| 2     | NED POL USA KAZ | Elisa Dul Karolina Gąsecka Austin Kleba Änuar Muchamadejew       | 1:58,80 min |
| 3     | ITA ROU GER NOR | Chiara Cristelli Mihaela Hogas Ole Jeske Allan Dahl Johansson    | 1:58,87 min |
| 4     | GER BLR JPN GER | Lea Scholz Jauhenija Warabjowa Daichi Horikawa Lukas Mann        | 1:58,95 min |
| 5     | RUS FIN KOR     | Sofija Napolskich Jelena Samkowa Jaakko Hautamäki Kim Min-seok   | 1:58,97 min |
| 6     | AUT CHN JPN     | Viola Feichtner Li Huawei Li Yanzhe Kazuki Sakakibara            | 1:59,20 min |

Datum: 17. Februar